# Thessalien

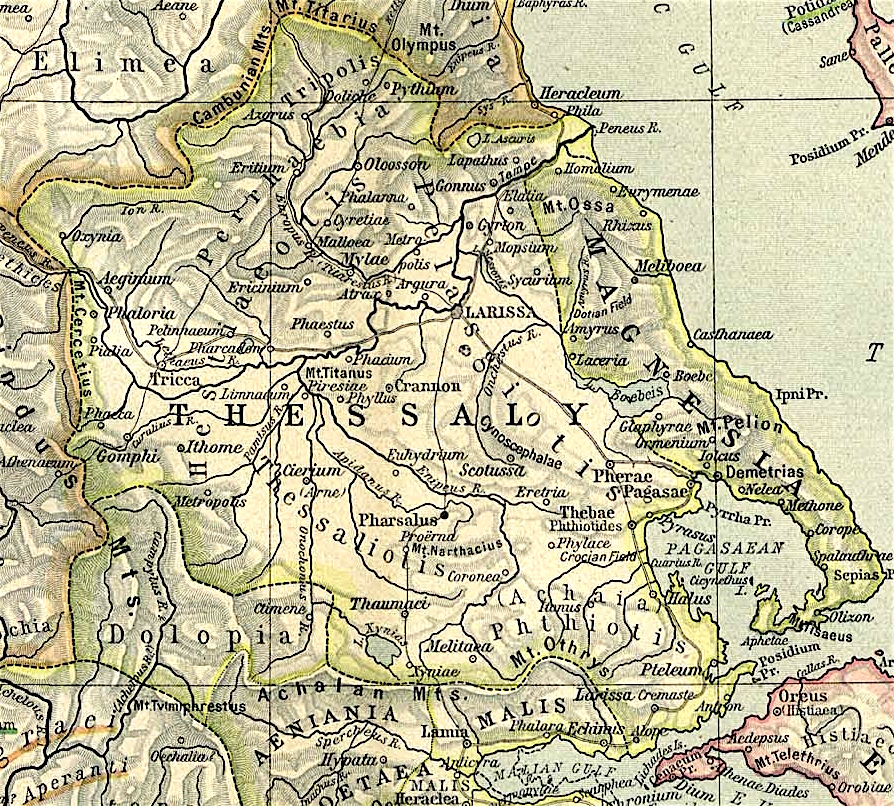
Karte von Thessalien

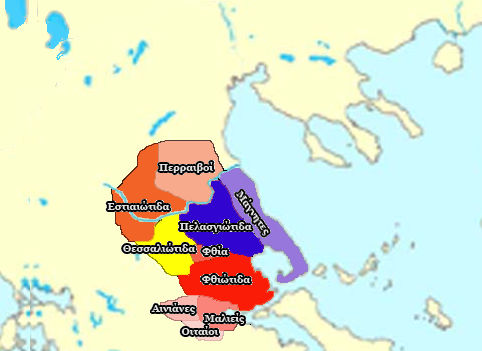
Einteilung des antiken Thessaliens

Thessalien (altgriechisch Θεσσαλία) ist eine historische Landschaft auf dem Festland Griechenlands zwischen Makedonien, Epeiros und Mittelgriechenland. Thessalien war das Siedlungsgebiet des Stammes der Thessaloi (altgriechisch Θεσσαλοί, Thessaler/Thessalier). In der Antike wurde das Gebiet auch Hämonien (Latein Haemonia; altgriechisch Αἱμονία) genannt.

## Geographie

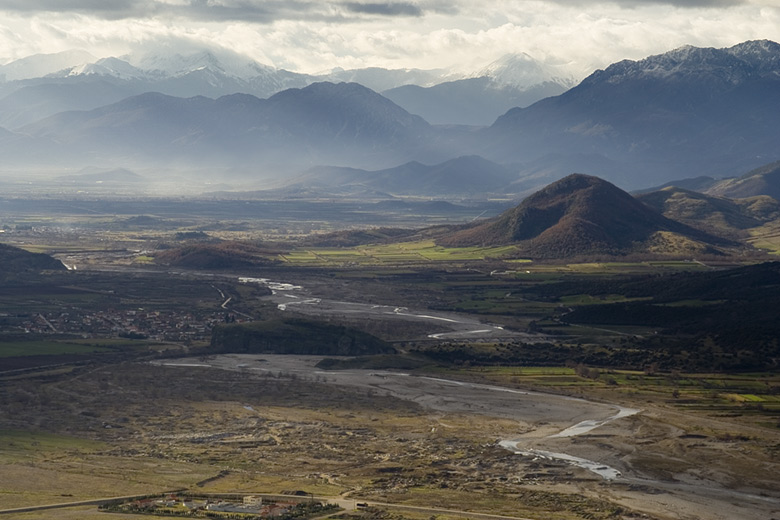
Blick auf die thessalische Ebene mit dem Fluss Pinios

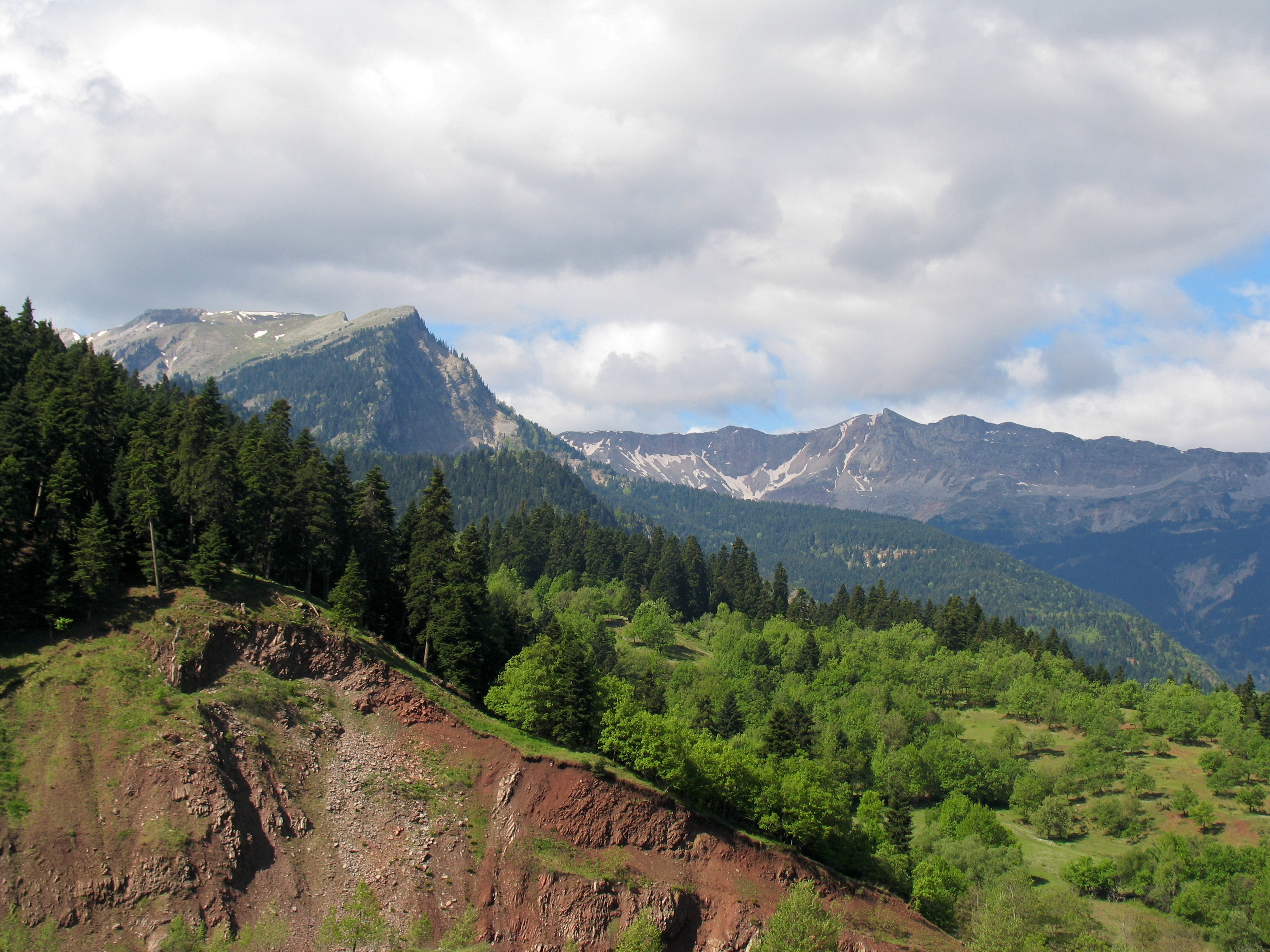
Pindos-Gebirge nördlich des Dorfes Neraidochori

Thessalien hat eine Fläche von ca. 9780 km². Begrenzt wird es von den Bergzügen des Olympos im Norden, dem Pindos im Westen, dem Othrys im Süden und dem Ossa zum Meer im Osten hin. Dazwischen erstreckt sich die fruchtbare thessalische Ebene. Die Hauptflüsse durch die thessalische Ebene sind der Titarisios und der Pinios.

## Geschichte

### Ur- und Frühgeschichte

#### Mittel- und Jungpaläolithikum: Neandertaler, anatomisch moderner Mensch
Die ältesten in Thessalien nahe Larisa gefundenen, noch sehr vereinzelten Siedlungsspuren stammen aus dem Mittelpaläolithikum und gehen auf Neandertaler zurück. Die Abschlag- und Klingenindustrie von Rodia mit nur wenigen Faustkeilen wurde auf ein Alter von 200.000 bis 400.000 Jahre geschätzt.
Hinzu kommt die Theopetra-Höhle, die vom mittleren Paläolithikum bis zum Neolithikum aufgesucht wurde.

#### Neolithikum: bäuerliche Kulturen

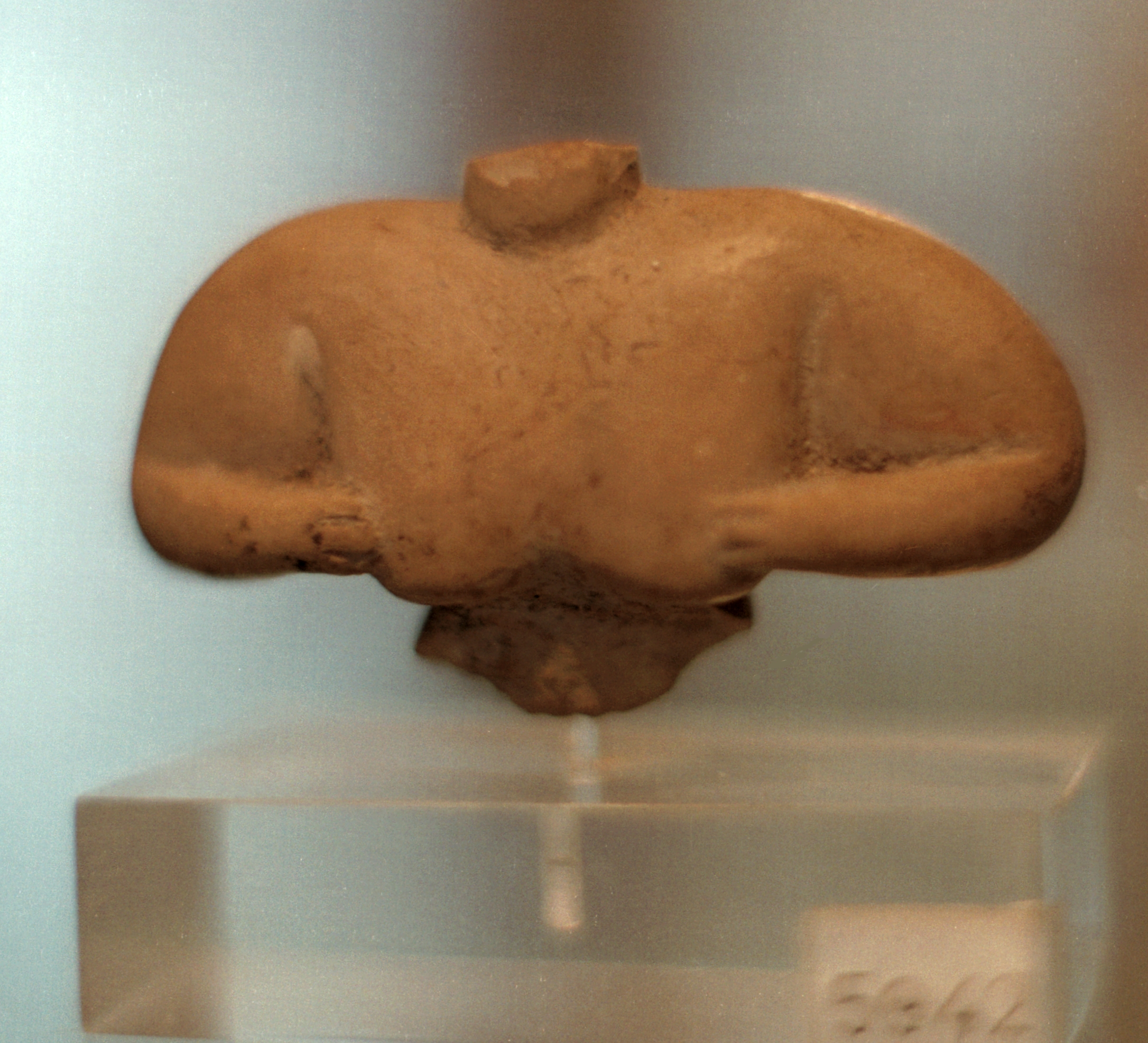
Weiblicher Torso aus Ton, Sesklo

Seit dem Beginn des Neolithikums wurde die Besiedlung der Landschaft bald dichter. Mehr als 400 Orte menschlicher Niederlassungen konnten bereits durch archäologische Ausgrabungen dokumentiert werden. Ein bedeutender Hauptort des 6./5. Jahrtausends v. Chr. war der Tell Sesklo im Osten Thessaliens, nach dem eine eigene Kulturstufe benannt ist. Er bedeckte eine Fläche von 13 ha. Für das späte Neolithikum könnte Sesklo umliegende Dörfer kontrolliert haben, die der Versorgung der stadtartigen Siedlung dienten. Im 4. Jahrtausend v. Chr. war der spätneolithische Tell von Dimini ein wichtiges Zentrum und gab der Dimini-Kultur (4300 bis 3300 v. Chr.) ihren Namen. Die Tells waren sehr ungleichmäßig verteilt. Allein die Hälfte von ihnen konzentrierte sich in Mittelthessalien.

#### Von der Kupfer- bis zur Eisenzeit
Das trockenere Thessalien weist in der Kupfersteinzeit sehr viel weniger Beziehungen nach Norden, dafür intensivere nach Süden auf. Magoule wie Argissa oder Pevkakia auf einem Felsen nahe der Küste belegen anatolischen Einfluss. Zugleich entstanden, wie in Pevkakia, die ersten Festungen.
Es erfolgte ein starker Bevölkerungsrückgang und Zerstörungen am Übergang vom Frühhelladikum II ins Frühhelladikum III (ca. 2200 v. Chr.). Die Ursachen werden noch diskutiert. In jedem Falle veränderten sich die Siedlungsstrukturen, die Begräbnissitten, die gesamte materielle Kultur.
Ab der Mitte des 2. Jahrtausends v. Chr. erfolgte eine immer stärkere Beeinflussung durch die Mykenische Kultur. Vor allem die Küstengegenden am Pagasitischen Golf waren in der Folge sehr stark mykenisch geprägt, wie größere mykenische Gebäudekomplexe und Funde von Linear-B-Schrift in Dimini sowie mehrere monumentale Tholos-Gräber und eine größere Siedlung in bzw. in der Umgebung von Volos bezeugen. In der Gegend von Volos wird üblicherweise auch Iolkos lokalisiert, von wo aus laut der alten Sagengeschichte Iason mit den Argonauten zum Raub des Goldenen Vlieses aufgebrochen sein soll. Achilleus, der griechische Hauptheld in der Ilias, sei im Distrikt Phthia im südlichen Thessalien geboren worden. Die mykenischen Fundstätten in Griechenland teilten bestimmte Eigenheiten, wie die Betonung des baulichen Zentrums, eine beherrschende Lage sowie die Nähe zu Wasser und gutem Ackerboden bei großen Siedlungen und Palastzentren. Außerdem befanden sie sich an Verbindungslinien vom Meer ins Hinterland. Die mykenische Kultur dehnte sich nördlich bis zum Olymp aus, erreichte im Laufe des 15. Jahrhunderts v. Chr. die Kykladen und einige Städte an der Küste Westkleinasiens im Osten und Kreta sowie den Dodekanes im Südosten. Um 1200 v. Chr. erlitten alle Paläste des griechischen Festlands ein gewaltsames Ende und wurden teilweise nicht wieder aufgebaut.
Laut antiken Quellen wie Herodot und Thukydides sollen sich gegen Ende des 2. Jahrtausends v. Chr. aus Epirus kommende Thessaler in der erst später Thessalien genannten Landschaft angesiedelt haben. (Die Ilias kennt den Namen Thessalien noch nicht.) Die hier bereits ansässigen Penesten haben entweder weichen oder sich unterwerfen und Frondienste auf ihren Äckern leisten müssen. Der thessalische Dialekt blieb im Wesentlichen äolisch.
Die Thessaler dehnten ihren Einflussbereich in der zweiten Hälfte des 7. Jahrhunderts v. Chr. auf die in der Nachbarschaft siedelnden Periöken aus, nämlich auf die östlich von ihnen entlang der Küste siedelnden Magneten, die im Süden in der Phthiotis wohnenden Achäer und die nordwestlich sitzenden Perrhaiber. Diese Völkerschaften mussten die Oberhoheit der Thessaler anerkennen und ihnen Tribut zahlen sowie Heeresfolge leisten. Die südwestlich der Thessaler am Pindos-Gebirge siedelnden Doloper sowie die im Tal des Spercheios ansässigen Ainianen und Malier bewahrten sich eine größere Eigenständigkeit.
Die Thessaler besaßen eine dominierende Stellung in der pyläisch-delphischen Amphiktyonie, da sie zusammen mit den von ihnen unterworfenen Periöken 14 der insgesamt 24 Stimmen besaßen. Deshalb fiel ihnen am Anfang des 6. Jahrhunderts auch die Führungsrolle im Ersten Heiligen Krieg zu. Danach konnten sie die Vorherrschaft über Phokis erreichen und sogar zur Bedrohung für Böotien werden, verloren aber um 550 v. Chr. diese Territorialgewinne wieder. Daraufhin stellten sie sich auf die Seite der Athen beherrschenden Peisistratiden.
Wenige Adelsgeschlechter, die sich häufig befehdeten, übten die Macht im Land aus, dessen Poleis den thessalischen Bund bildeten. So lag etwa die Regierung der größeren Städte mit ihren Gebieten in den Händen aristokratischer Familien. Besonders angesehen waren die Aleuaden in Larissa, die Echekratiden in  Pharsalos und die Skopaden in  Krannon. Seine riesigen Güter ließ der Adel von Penesten bewirtschaften. Aleuas von Larissa führte in der zweiten Hälfte des 6. Jahrhunderts v. Chr. eine Neuorganisation des thessalischen Bundes durch, indem er die vier von Tetrarchen regierten Distrikte (Tetraden) Hestiaiotis, Pelasgiotis, Thessalioitis und Phthiotis, in die Thessalien unterteilt war, als Wehrbezirke einrichtete und das Amt des Tagos als Oberhaupt des Bundes schuf. Dem Tagos fiel das militärische Oberkommando zu; ein solcher wurde aber nur in Krisenzeiten gewählt. Militärisch besonders durchschlagskräftig war die berühmte thessalische Reiterei.

### Klassisch-griechische Zeit
Die Aleuaden setzten um 490 v. Chr. entgegen der Opposition der anderen aristokratischen Geschlechter eine Allianz Thessaliens mit den Persern durch und unterstützten 480 v. Chr. den Einfall des achämenidischen Großkönigs Xerxes I. in Griechenland, der aber scheiterte. Im Anschluss an die Perserkriege fiel den Echekratiden die Dominanz über Thessalien zu. Sie erreichten, dass das Land 461 v. Chr. einen Pakt mit Athen einging, doch lief bei der militärischen Konfrontation zwischen Athen und Sparta in der Schlacht von Tanagra (457 v. Chr.) die thessalische Kavallerie zu den Spartanern über. Auseinandersetzungen zwischen den thessalischen Adligen bewirkten, dass der Gesamtbund zwar im Peloponnesischen Krieg in Allianz mit Athen stand, der spartanische Feldherr Brasidas aber, als er bei seinem Zug nach Makedonien 424 v. Chr. durch Thessalien marschierte, doch die Unterstützung von so manchem dort etablierten Edelmann erhielt. Überhaupt kam es im Verlauf des 5. Jahrhunderts v. Chr. offenbar zu einer Schwächung der Zentralgewalt; der thessalische Bund hatte keine große Durchsetzungskraft und der Tagos wurde politisch weniger wichtig.
Infolge der gegenseitigen Konkurrenzkämpfe der thessalischen Adelshäuser gelang Lykophron von Pherai ein bedeutender Aufstieg; er errichtete in Pherai 404 v. Chr. eine populäre „Tyrannis“, bekämpfte die Aleuaden und schloss eine Allianz mit Sparta, konnte aber die von ihm erstrebte Hegemonie über ganz Thessalien nicht verwirklichen. Dies gelang seinem Nachfolger Iason, der 375/74 v. Chr. das Amt des Tagos übertragen erhielt, aber bereits 370 v. Chr. einem Attentat zum Opfer fiel. Damit war die politische Einheit Thessaliens wieder vorbei, obwohl die nach Iason in Pherai regierenden Dynasten – zunächst kurzzeitig die Brüder Polydoros und Polyphron sowie anschließend Alexander von Pherai – anfangs weiterhin das Amt des Tagos ausübten. Gegen die von Pherai ausgehenden Herrschaftsbestrebungen suchten die Aleuaden Unterstützung beim makedonischen König Alexander II. Später wandten sie sich an Theben, dessen Feldherr Pelopidas sich in diesen Konflikt oftmals einmischte, aber 364 v. Chr. im Kampf bei Kynoskephalai fiel. Dennoch wurde die Macht Alexanders von Pherai in der Folge deutlich beschnitten, der thessalische Bund unter Stärkung der Zentralgewalt reformiert und sein Oberhaupt nun nicht mehr Tagos, sondern Archon genannt und jährlich gewählt. 358 v. Chr. erfolgte die Ermordung Alexanders von Pherai auf Anstiften seiner Gattin Thebe.
Der thessalische Bund kämpfte ab 356 v. Chr. im Dritten Heiligen Krieg gegen die Phoker, die mit den nunmehrigen Machthabern von Pherai, Lykophron und Peitholaos, verbündet waren. Mit Hilfe des Königs Philipp II. von Makedonien blieb der Bund zwar siegreich, doch erlangte jetzt Philipp II. die Kontrolle über Thessalien und wurde dessen militärischer Anführer auf Lebenszeit. Das erneut als einheitlicher Staat organisierte Thessalien wurde vom makedonischen König wieder in Tetrarchien untergliedert, an deren Spitze Philipp ganz ihm ergebene Männer setzte. Das Land trat auch dem 337 v. Chr. gegründeten Korinthischen Bund bei und stellte nach Philipps Ermordung 336 v. Chr. dessen Sohn und Nachfolger Alexander dem Großen ein bedeutendes Aufgebot von Reitern für den Asienfeldzug zur Verfügung.

### Hellenistische Epoche und Herrschaft der Römer
Nach dem Tod Alexanders des Großen 323 v. Chr. nahmen die Thessaler am von Athen angeführten erfolglosen Aufstandsversuch des Hellenenbundes gegen die makedonische Hegemonie (Lamischer Krieg) teil. Eine weitere Revolte der Thessaler und Aitoler unterdrückte 321 v. Chr. Polyperchon. Weitere Abfalltendenzen erfuhren nach 294 v. Chr. durch die von Demetrios I. Poliorketes vorgenommene Anlage der neuen Großstadt Demetrias eine Reduktion. Pyrrhos I. von Epiros begünstigte aber eine Selbstständigkeit Thessaliens, und erst als er im Kampf um Argos 272 v. Chr. fiel, stabilisierte sich die makedonische Kontrolle über das Land längerfristig. Bis auf den Osten fiel Thessalien dann ab 230 v. Chr. in die Hand der Aitoler, doch schaffte König Philipp V. seit 217 v. Chr. die Rückgewinnung des abhanden gekommenen Territoriums; er gelangte bis in die Phthiotis und nahm deren bedeutendere Stadt Theben ein.
Als Philipp V. den zweiten makedonisch-römischen Krieg gegen das aufstrebende römische Reich und mit diesem verbündete hellenistische Staaten austrug, war Thessalien wesentlicher Kriegsschauplatz. Der Makedonenkönig erlitt dabei in der Schlacht von Kynoskephalai 197 v. Chr. eine entscheidende Niederlage und verlor die Hegemonie über Thessalien. Titus Quinctius Flamininus erklärte im Frühsommer 196 v. Chr. bei den Isthmischen Spielen die Freiheit der Hellenen. Damit erhielt auch Thessalien, zu dem nun die phthiotischen Achaier wieder hinzukamen, durch die Römer wenigstens nominell seine Eigenständigkeit zurück. Thessaler, Perrhaiber und Magneten wurden als souveräne Städtebünde organisiert. Als Oberhaupt des thessalischen Bundes fungierte ein jährlich wechselnder Stratege. Auch kam es in der Hauptstadt Larissa zur Einführung eines Bundeskultes für den Zeus Eleutherios, zu dessen Ehren Agone veranstaltet wurden. Die Klasse der Penesten war nun nicht mehr vorhanden.
Der dritte makedonisch-römische Krieg fand im Wesentlichen auf thessalischem Gebiet statt. Dabei unterlag der makedonische König Perseus 168 v. Chr. in der Schlacht von Pydna der römischen Republik. Die Existenz des thessalischen Bundes wurde nicht angetastet, auch nachdem sein Territorium 148 v. Chr. der nunmehr römischen Provinz Macedonia zugeschlagen worden war. Als sich ein Jahrhundert später Caesar und Pompeius bekämpften, trugen sie die entscheidende Phase ihrer militärischen Auseinandersetzung (Schlacht von Pharsalos) 48 v. Chr. in Thessalien aus. Dieses kam dann anlässlich der neuen Provinzordnung des Augustus 27 v. Chr. zu Achaea. Der römische Kaiser übte 27/26 v. Chr. das Amt des Strategen des thessalischen Bundes aus.
Gegen Ende des 3. Jahrhunderts n. Chr. richtete schließlich Diokletian im Rahmen seiner Verwaltungsreform Thessalien zusammen mit Magnesia als eigene Provinz ein, die zu einer größeren Verwaltungseinheit, der Diözese Moesiae, gehörte.

### Spätantike, Mittelalter und frühe Neuzeit
Ab dem 4. Jahrhundert lassen sich Bischöfe in Städten Thessaliens nachweisen. Unter Kaiser Theodosius I. kam die Landschaft 392 zur Osthälfte des römischen Reichs. Waren die Goten schon in den Jahren 380–382 in Thessalien eingedrungen, so wiederholte sich dies 395 unter Alarich I. sowie 481. Auch andere Stämme unternahmen Invasionen, so die Bulgaren im Jahr 517. Seit der zweiten Hälfte des 6. Jahrhunderts entglitt den Byzantinern zunehmend die Herrschaft über Thessalien und slawische Völker wurden nun dort ansässig. Nach den Feldzügen von Staurakios 782–783 konnten die Byzantiner wieder die Kontrolle über Thessalien gewinnen. Ende des 10. Jahrhunderts griff der bulgarische Herrscher Samuel die Region an, die 1082 auch von den Männern Robert Guiskards verwüstet wurde. Nach dem Ende des Vierten Kreuzzugs 1204 fiel Thessalien an das Königreich Thessaloniki, das zuerst bis 1207 von Bonifatius I. von Montferrat regiert wurde. Der Despot von Epirus, Theodoros I. Angelos, konnte sich 1216 in den Besitz Thessaliens setzen. Dieses wurde nach weiteren Herrschaftswechseln 1348 vom serbischen Monarchen Stefan Dušan besetzt, dessen Nachfolger in Thessalien sein Halbbruder Simeon Uroš wurde, der seine Residenz in Trikala aufschlug. Simeons Sohn und Nachfolger Jovan Uroš beschloss um 1373, fortan als Mönch zu leben. 1393 wurde Thessalien von den Türken unter Sultan Bayezid I. erobert und sein größter Teil blieb bis 1881 beim Osmanischen Reich, bis es Teil des Königreichs Griechenland wurde.